# Distrito de Urpay
El distrito de Urpay integra la provincia de Pataz, conjuntamente con otras doce demarcaciones distritales,  departamento de La Libertad, este bajo la administración del Gobierno regional de La Libertad, en el norte del Perú.
Desde el punto de vista jerárquico de la Iglesia católica forma parte de la Prelatura de Huamachuco.

## Toponimia
Urpay, en el idioma quechua norandino significa paloma.

## Historia
Asegurada la independencia, la nueva demarcación territorial que promulgó el Libertador Bolívar crea la provincia de Pataz con la fusión de tres corregimientos: Pataz, Collay y Caxamarquina (este último hoy Bolívar). En ella se encontraba el territorio del actual distrito de Urpay.
El distrito fue creado mediante Ley del 10 de febrero de 1959, en el segundo gobierno del Presidente Manuel Prado Ugarteche.

## Geografía
Abarca una superficie de 99,61 km².

## Anexos
- Sayre Nuevo
- Miraflores
- Cochabamba
- Pachomonte
- Parihuana
- Olgoyaco
- El Mirador
- Macania
- Islan
- Pariamarca

## Autoridades

### Municipales
- 2011 - 2014[3]
  - Alcalde: Edgardo Johnny Príncipe Bogarín, Partido Acción Popular (AP).
  - Regidores:  Edwin Basilio López Jara (AP), Lady Caballero Rivera (AP), Segundo Rosario Carrasco Sabino (AP), Nicolás Pepe Acosta Ramírez (AP), Carlos Nilo Ponte López (Alianza para el Progreso).[4]
- 2007 - 2010
  - Alcalde: César Cruzado Navarro, Alianza para el Progreso (APP).

### Policiales
- Comisario: Mayor PNP.

### Religiosas
- Prelatura de Huamachuco[5]
  - Obispo Prelado de Huamachuco: Monseñor Sebastián Ramis Torres, TOR.[6]

### Puesto de Salud
- 2023 - 2024
  - Médico cirujano SERUMS 2023-I: Paulo Rafael Atoche Zavaleta, Puesto de Salud Urpay
- 2024 - 2025
  - Médico cirujano SERUMS 2024-I: Fernando Campos Vivanco, Puesto de Salud Urpay

## Festividades
- Virgen del Rosario
- Señor Amo de la Columna - Sayre (14 de Setiembre)